# Saison 2 des 4400
Chronologie
Saison 1 Saison 3
Cet article présente le guide des épisodes de la seconde saison de la série télévisée Les 4400.

## Épisodes

### Épisode 1:L'Heure du réveil -1repartie
- États-Unis : 5 juin 2005 sur USA Network
- France : 20 janvier 2006 sur M6
- Québec : 22 février 2007 sur Mystère[1]

- États-Unis : 5,3 millions de téléspectateurs[2] (première diffusion)

### Épisode 2:L'Heure du réveil -2epartie
- États-Unis : 5 juin 2005 sur USA Network
- France : 20 janvier 2006 sur M6

- États-Unis : 5,3 millions de téléspectateurs[2] (première diffusion)

### Épisode 3:Les Voix de Gary
- États-Unis : 12 juin 2005 sur USA Network
- France : 27 janvier 2006 sur M6

- États-Unis : 4,4 millions de téléspectateurs[3] (première diffusion)

### Épisode 4:Le Poids du monde
- États-Unis : 19 juin 2005 sur USA Network
- France : 3 février 2006 sur M6

- Natasha Gregson Wagner (April Skouris)

### Épisode 5:Génération perdue
- États-Unis : 26 juin 2005 sur USA Network
- France : 10 février 2006 sur M6

- États-Unis : 4,1 millions de téléspectateurs[4] (première diffusion)

### Épisode 6:Face au destin
- États-Unis : 10 juillet 2005 sur USA Network
- France : 17 février 2006 sur M6

- États-Unis : 3,2 millions de téléspectateurs[5] (première diffusion)

### Épisode 7:Une vie meilleure
- États-Unis : 17 juillet 2005 sur USA Network
- France : 24 février 2006 sur M6

### Épisode 8:La Cavalière de l'apocalypse
- États-Unis : 24 juillet 2005 sur USA Network
- France : 3 mars 2006 sur M6

- Sherilyn Fenn (Jean DeLynn Baker)
- Natasha Gregson Wagner (April Skouris)

### Épisode 9:Les Cicatrices du passé
- États-Unis : 31 juillet 2005 sur USA Network
- France : 10 mars 2006 sur M6

- États-Unis : 3,5 millions de téléspectateurs[6] (première diffusion)

- Hill Harper (Edwin Mayuya ou Edwin Musinga)
- Natasha Gregson Wagner (April Skouris)

### Épisode 10:Fausse piste
- États-Unis : 7 août 2005 sur USA Network
- France : 17 mars 2006 sur M6

- États-Unis : 3,49 millions de téléspectateurs[7] (première diffusion)

- Lexa Doig (Wendy Paulson)
- Lindy Booth (Liv)

### Épisode 11:Sang froid
- États-Unis : 14 août 2005 sur USA Network
- France : 24 mars 2006 sur M6

- États-Unis : 3,4 millions de téléspectateurs[8] (première diffusion)
- Rob Lee (Roger Wolcott)
- Tom Verica (Max Hudson)

### Épisode 12:La Cinquième page
- États-Unis : 21 août 2005 sur USA Network
- France : 31 mars 2006 sur M6

- États-Unis : 3,9 millions de téléspectateurs[9] (première diffusion)

- Jeffrey Combs (Kevin Burkhoff)
- Tom Verica (Max Hudson)
- Peter Coyote (Dennis Ryland)

### Épisode 13:Rien n'est encore fini
- États-Unis : 28 août 2005 sur USA Network
- France : 7 avril 2006 sur M6

- États-Unis : 3,7 millions de téléspectateurs[10] (première diffusion)

- Tom Verica (Max Hudson)
- Jeffrey Combs (Kevin Burkhoff)

### Épisode Spécial:The 4400: Unlocking the Secrets
- États-Unis : 4 juin 2006 sur USA Network